# Notahapalopus parauapebas
Espèce
Notahapalopus parauapebas est une espèce d'araignées mygalomorphes de la famille des Theraphosidae.

## Distribution
Cette espèce est endémique du Pará au Brésil,. Elle se rencontre vers Parauapebas et Curionópolis.

## Description
La femelle holotype mesure 15,5 mm.

## Systématique et taxinomie
Cette espèce a été décrite par Sherwood, Gabriel, Osorio, Benavides, Peñaherrera-R., Hörweg, Brescovit et Lucas en 2024.

## Étymologie
Son nom d'espèce lui a été donné en référence au lieu de sa découverte, Parauapebas.

## Publication originale
(juin 2024).
- Sherwood, Gabriel, Osorio, Benavides, Peñaherrera-R., Hörweg, Brescovit & Lucas, 2024 : « Spot the difference: on the genus Hapalopus Ausserer, 1875 in Colombia and a new related genus from Brazil and Bolivia (Araneae: Theraphosidae). » ZooNova, no 32, p. 1-44 (texte intégral).